# Мирамар-Бич (Флорида)
Мирамар-Бич (англ. Miramar Beach) — статистически обособленная местность, расположенная в округе Уолтон (штат Флорида, США) с населением в 2435 человек по статистическим данным переписи 2000 года.

## География
По данным Бюро переписи населения США статистически обособленная местность Мирамар-Бич имеет общую площадь в 12,17 квадратных километров, из которых 11,91 кв. километров занимает земля и 0,26 кв. километров — вода. Площадь водных ресурсов округа составляет 2,14 % от всей его площади.
Статистически обособленная местность Мирамар-Бич расположена на высоте 6 м над уровнем моря.

## Демография
По данным переписи населения 2000 года в Мирамар-Бич проживало 2435 человек, 713 семей, насчитывалось 1214 домашних хозяйств и 6558 жилых домов. Средняя плотность населения составляла около 200,08 человек на один квадратный километр. Расовый состав населённого пункта распределился следующим образом: 96,63 % белых, 0,62 % — чёрных или афроамериканцев, 0,70 % — коренных американцев, 0,94 % — азиатов, 0,90 % — представителей смешанных рас, 0,21 % — других народностей. Испаноговорящие составили 1,36 % от всех жителей статистически обособленной местности.
Из 1214 домашних хозяйств в 12,4 % воспитывали детей в возрасте до 18 лет, 52,6 % представляли собой совместно проживающие супружеские пары, в 4,0 % семей женщины проживали без мужей, 41,2 % не имели семей. 33,3 % от общего числа семей на момент переписи жили самостоятельно, при этом 11,7 % составили одинокие пожилые люди в возрасте 65 лет и старше. Средний размер домашнего хозяйства составил 1,93 человек, а средний размер семьи — 2,39 человек.
Население статистически обособленной местности по возрастному диапазону по данным переписи 2000 года распределилось следующим образом: 9,9 % — жители младше 18 лет, 5,0 % — между 18 и 24 годами, 24,3 % — от 25 до 44 лет, 33,9 % — от 45 до 64 лет и 26,9 % — в возрасте 65 лет и старше. Средний возраст жителей составил 52 года. На каждые 100 женщин в Мирамар-Бич приходилось 98,0 мужчин, при этом на каждые сто женщин 18 лет и старше приходилось 97,6 мужчин также старше 18 лет.
Средний доход на одно домашнее хозяйство статистически обособленной местности составил 46 535 долларов США, а средний доход на одну семью — 60 156 долларов. При этом мужчины имели средний доход в 45 294 доллара США в год против 26 419 долларов среднегодового дохода у женщин. Доход на душу населения статистически обособленной местности составил 46 535 долларов в год. 4,6 % от всего числа семей в населённом пункте и 6,9 % от всей численности населения находилось на момент переписи населения за чертой бедности, при этом из них были моложе 18 лет и 3,8 % — в возрасте 65 лет и старше.